# Pierre Rebière
Pierre Rebière, né le 20 février 1909 à Villac (Dordogne) et mort fusillé le 5 octobre 1942  à Paris, est un résistant communiste français. Il combat dans les rangs des Brigades internationales pour l'Espagne républicaine et participe activement à la Résistance française au sein de l'Organisation spéciale.

## Biographie

### Le militant communiste
Fils d'un maréchal-ferrant, Pierre Rebière, reçu compagnon maréchal-ferrant du Devoir après son tour de France, exerce divers métiers avant d'être embauché aux usines Renault comme forgeron. En 1934, il adhère à la cellule communiste de l'entreprise. Il est blessé en avril au cours d'une bagarre entre membres du Front commun contre le fascisme, fondé par Gaston Bergery, et des militants d'extrême-droite. Il est licencié à la fin de l'année.
En février 1935, membre du comité de chômeurs du 16e arrondissement de Paris, boulevard Exelmans, où il demeure, il est appréhendé alors qu'il colle des affiches de l'Union des comités de chômeurs de la région parisienne.

### Le soutien à l'Espagne républicaine
En octobre 1936, il fait partie, avec l'Italien Luigi Longo et le Polonais Stephan Wisnicwski, d'une délégation des « internationaux » qui négocie la création des Brigades internationales avec le ministre espagnol Diego Martínez Barrio. Commissaire politique du bataillon Commune de Paris de la 11e brigade, Pierre Rebière participe aux combats pour la défense de Madrid à la fin de 1936, puis à la bataille du Jarama durant laquelle il est blessé en février 1937.
Rapatrié en France, il organise l'aide à l'Espagne républicaine et participe à la fondation de l'amicale des volontaires en Espagne républicaine (AVER), dont il devient trésorier et dont le siège est situé à son domicile au no 33 de la rue Poliveau dans le 5e arrondissement.
Lors du 9e congrès du Parti communiste qui se tient à Arles entre le 25 et le 29 décembre 1937, il est élu membre suppléant du Comité central.

### La Seconde Guerre mondiale

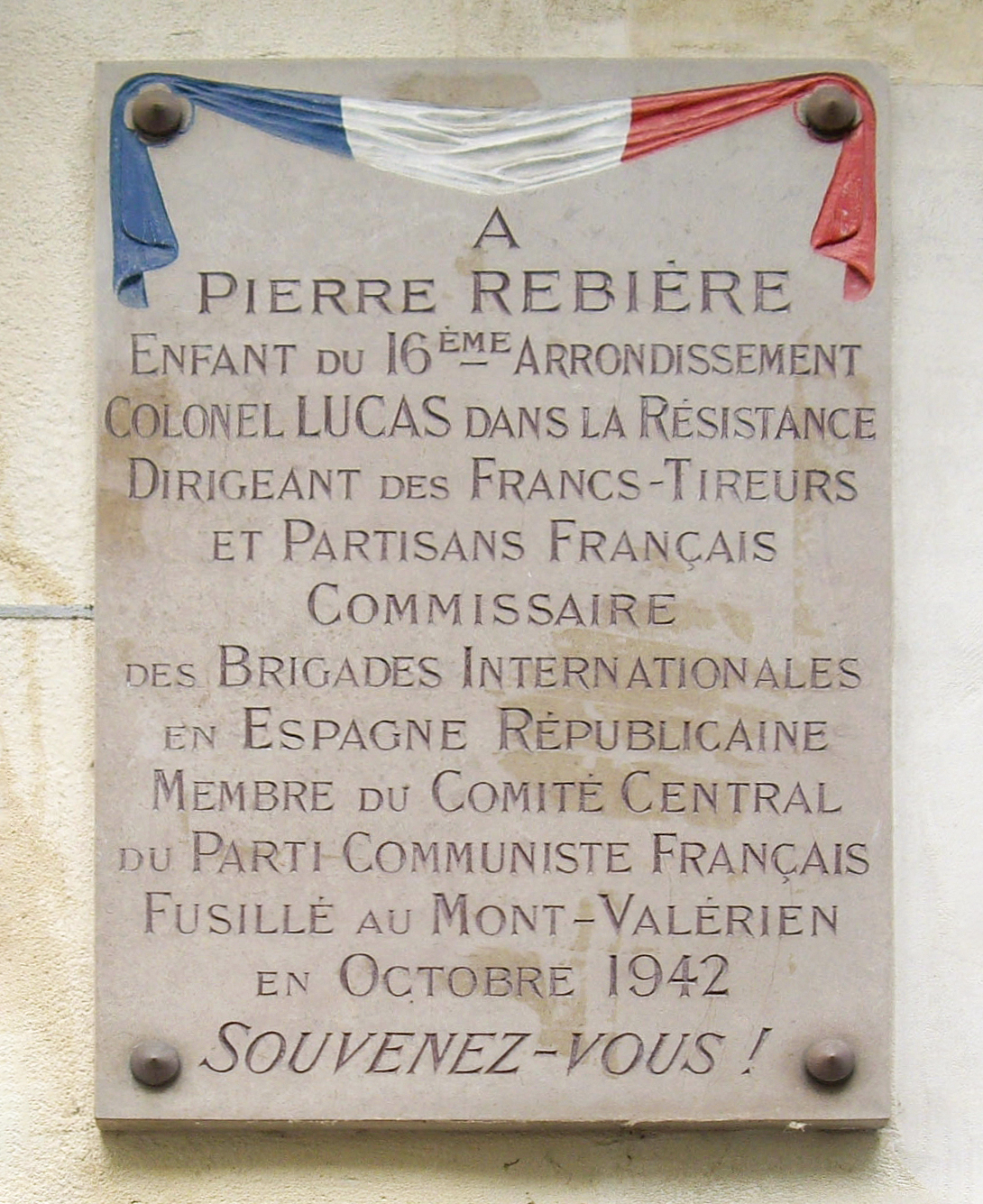
Plaque commémorative sur l'immeuble parisien qui servait de planque à Pierre Rebière au no 59 de la rue Chardon-Lagache.

Mobilisé en octobre 1939, Pierre Rebière est démobilisé en Dordogne en juin 1940. Il regagne Paris et entre dans la Résistance en novembre.
Il participe à la formation de l'Organisation spéciale (OS) du Parti communiste et en entraîne les premiers groupes. Il est membre du comité militaire national de l'OS dès sa création. En août-septembre 1941, l'OS organise des attentats et des sabotages dans la région parisienne. Sous l'autorité du colonel Fabien, la direction décide de porter la lutte en province et d'envoyer trois commandos à Rouen, Nantes et Bordeaux. Pierre Rebière fait partie du commando de Bordeaux.
Le 21 octobre 1941, au lendemain de l’attentat contre le Feldkommandant de Nantes, Karl Hotz, il abat le conseiller juridique de l'administration militaire (Kriegsverwaltungsrat), Hans Gottfried Reimers (de), à l'angle de la rue de l’Ormeau-Mort et du boulevard Georges V, à Bordeaux, avec l'aide de deux républicains espagnols, tandis que 48 otages sont fusillés à Châteaubriant, Nantes et Paris et 51 le sont à Bordeaux, au Camp de Souge, les jours suivants. Parmi eux, des militants communistes, des syndicalistes, des militants du Mouvement de la Paix, d'anciens combattants en Espagne républicaine, des jeunes qui participaient aux Auberges de la Jeunesse, et d'autres soupçonnés d'être gaullistes.
Pierre Rebière est alors chargé de créer l'état-major local de ce qui deviendra en janvier 1942 les Francs-tireurs et partisans français (FTPF). Il est également responsable de la propagande pour tout le grand Sud-Ouest.
Il est arrêté le 15 décembre 1941, au no 32 passage Montgallet par les brigades spéciales, torturé puis remis aux autorités allemandes le 10 janvier 1942, de nouveau torturé et incarcéré à la prison de la Santé.

Du 24 août au 9 septembre 1942 se déroule, à l'hôtel Continental à Paris, un simulacre de procès. Les 33 inculpés ont comme « défenseurs » des soldats allemands qui sont en fait les assesseurs des juges, des militaires allemands gradés. Dix-huit condamnations à mort sont prononcées, les autres peines consistant en des travaux forcés sur le territoire du Reich. Après la lecture du verdict, Rebière, l'un des responsables du réseau, prend la parole : 

« Je suis fier de mourir pour la France, Je vous demande d'être fusillé deux fois, dont une à la place de mon camarade Gréau, père de cinq enfants. »

Condamné à mort le 9 septembre, il est fusillé le 5 octobre suivant au stand de tir de Balard, à Paris (15e arrondissement).
Dans le livre la Naissance des Brigades internationales (octobre 1936-février 1937), Pierre Rebière relate l’histoire des débuts des Brigades internationales, moins de six mois après leur création.
Son fils, Pierre Rebière (1938-2011), fut un militant communiste et un dirigeant d'associations mémorielles des « fusillés et massacrés de la Résistance française » et des « anciens combattants en Espagne républicaine ».

## Hommages
- Depuis 1954, une rue du 17e arrondissement de Paris porte son nom.

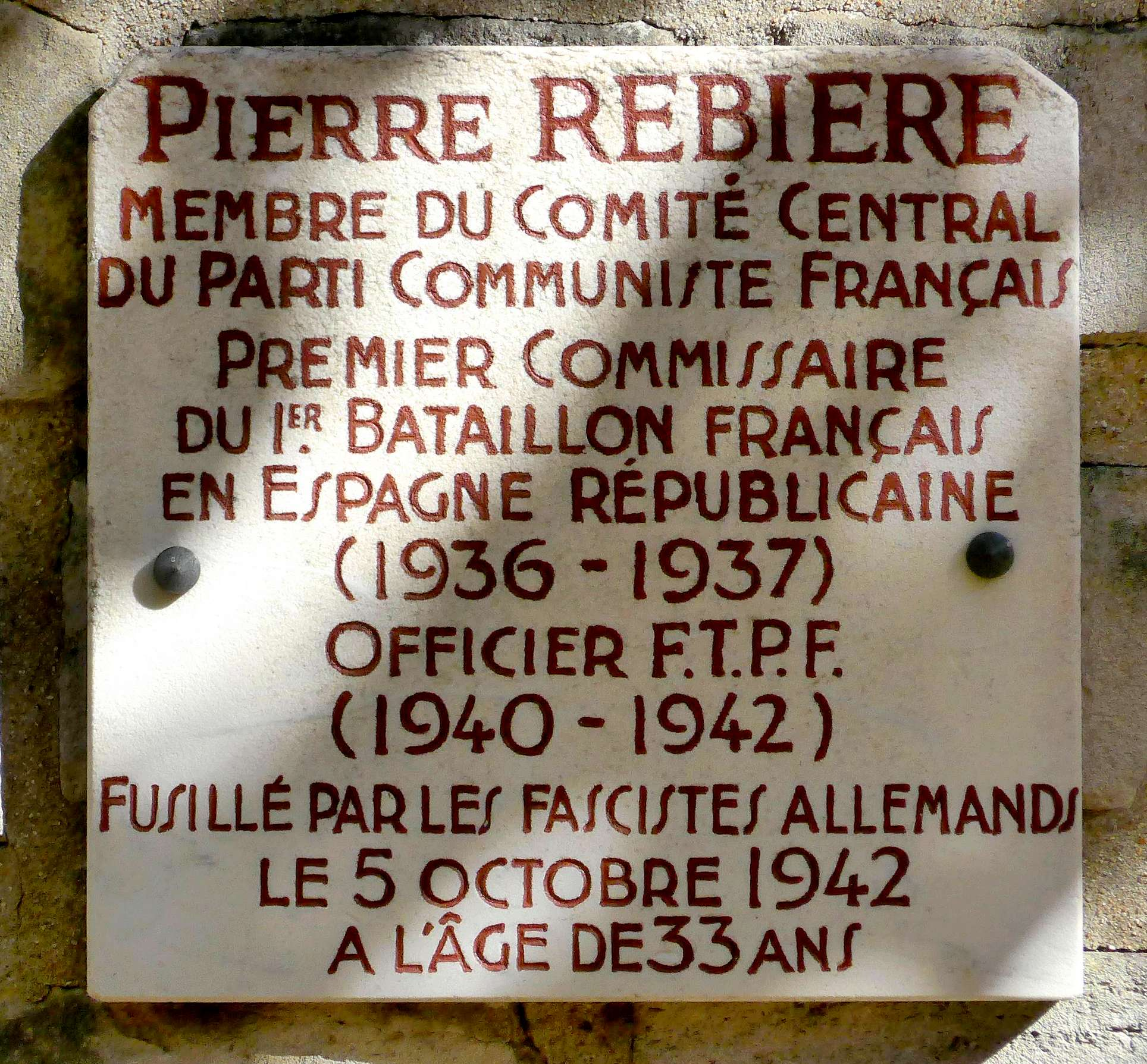
Plaque apposée sur un mur du carré des fusillés du cimetière parisien d'Ivry.

- Une plaque commémorative est apposée 59 rue Chardon-Lagache (Paris) et une autre sur un des murs du carré militaire du cimetière parisien d'Ivry.
- Il est cité dans le livre Eugène Gréau, cet inconnu célèbre[7].

## Distinctions
- Chevalier de la Légion d'honneur à titre posthume.
- Croix de guerre 1939-1945 avec palme (1947).
- Homologué lieutenant-colonel FFI.